# تاریخ عکاسی
عکاسی با وجودی که در فرانسه اختراع شده‌است امّا توسط یک فرد کشف و تکمیل نشده‌است، بلکه نتیجهٔ تلاش بسیاری از افراد در زمینه‌های مختلف و اکتشافات و نوآوری‌های آنان در طول تاریخ است. سال‌ها قبل از اختراع عکاسی، اساس کار دوربین عکاسی وجود داشته‌است؛ موزی فیلسوف چینی، ارسطو و اقلیدس ریاضی‌دانان یونانی در سدهٔ ۵ و ۴ پیش از میلاد نحوهٔ کارکرد دوربین سوراخ سوزنی را شرح داده‌بودند. در یونان باستان عقیده بر این بود که نور از چشم به سمت اشیا می‌تابد و بازتاب آن باعث دیدن می‌شود. ارسطو و اقلیدس با استفاده از تئوری سوراخ‌سوزنی تلاش کردند خلاف آن نظریه را ثابت کنند؛ آن‌ها در پشت دوربین‌های سوراخ سوزنی صفحه‌ای نیمه‌مات قرار می‌دادند تا تصویر بازتاب‌شده روی آن با چشم دیده شود. در قرن ششم میلادی، آنتمیوس ریاضی‌دان بیزانسی در آزمایش‌های خود از دوربین تاریکخانه‌ای استفاده کرد.

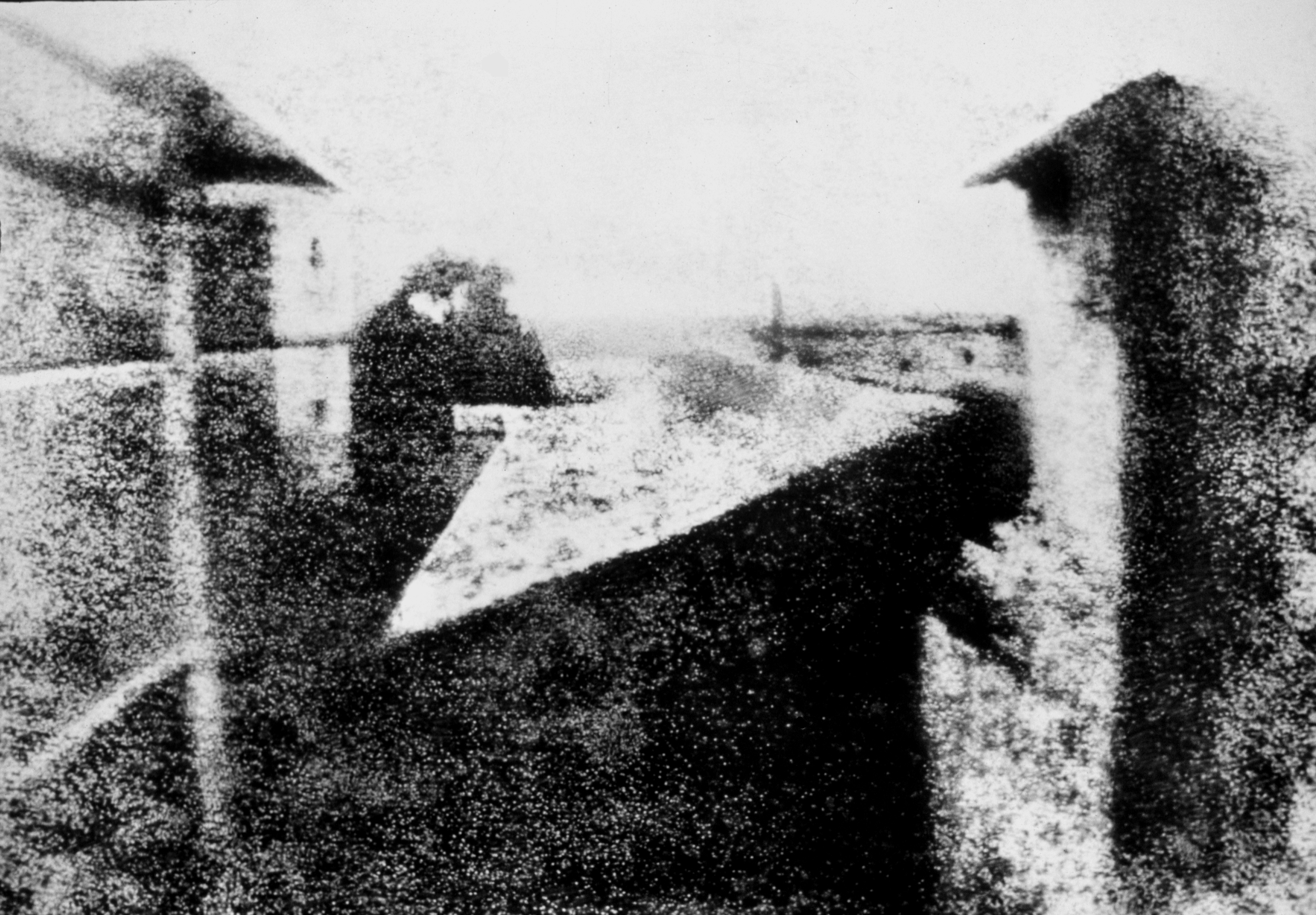
اصطبل و کبوترخانه، نخستین عکس منظره ثبت‌شده در تاریخ توسط ژوزف نیسفور نیپس (۱۸۲۶ یا ۱۸۲۷ میلادی)

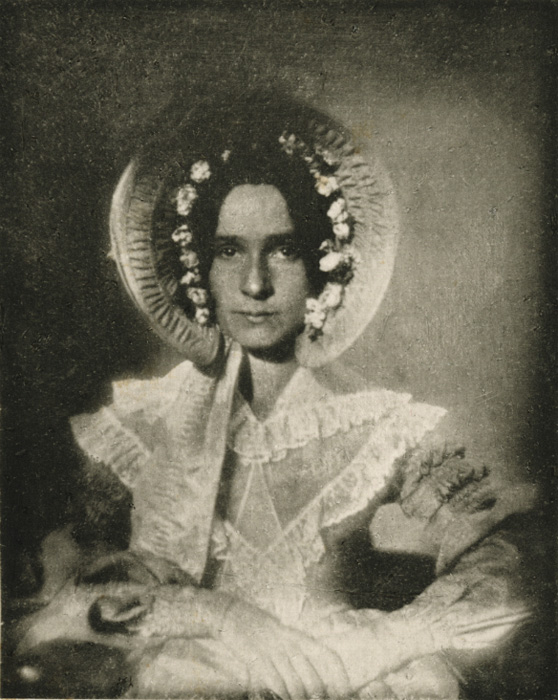
قدیمی‌ترین عکس پرتره نابود نشده از یک زن و قدیمی‌ترین و در عین حال باکیفیت‌ترین عکس پرتره که متعلق به سال ۱۸۳۹ یا ۱۸۴۰ میلادی می‌باشد.

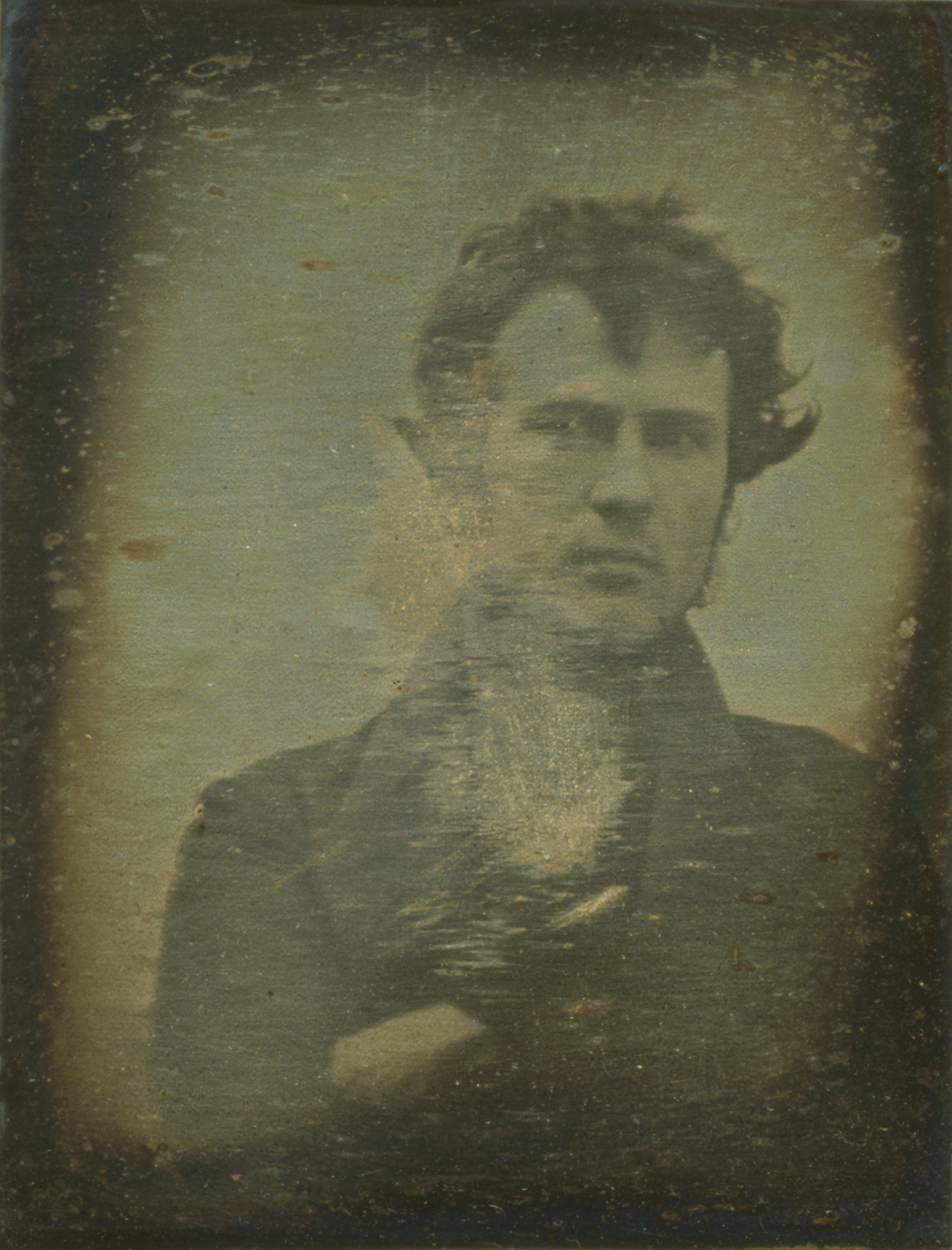
تصویر رابرت کارنلیس، نخستین عکس پرتره تاریخ عکاسی متعلق به ۱۸۳۹ میلادی (۱۸۴ سال پیش). عکس توسط خود رابرت کارنلیس گرفته شده‌است.

## عکاسی از آغاز تا امروز

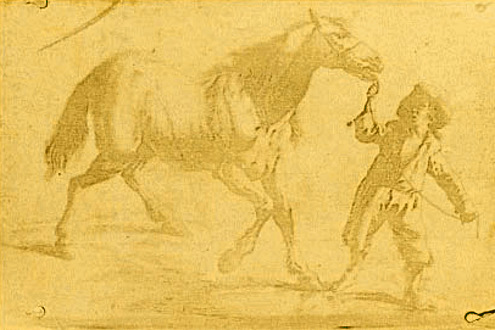
قدیمی‌ترین حکاکی هلیوگرافی باقی‌مانده شناخته شده، ساخته شده در سال ۱۸۲۲

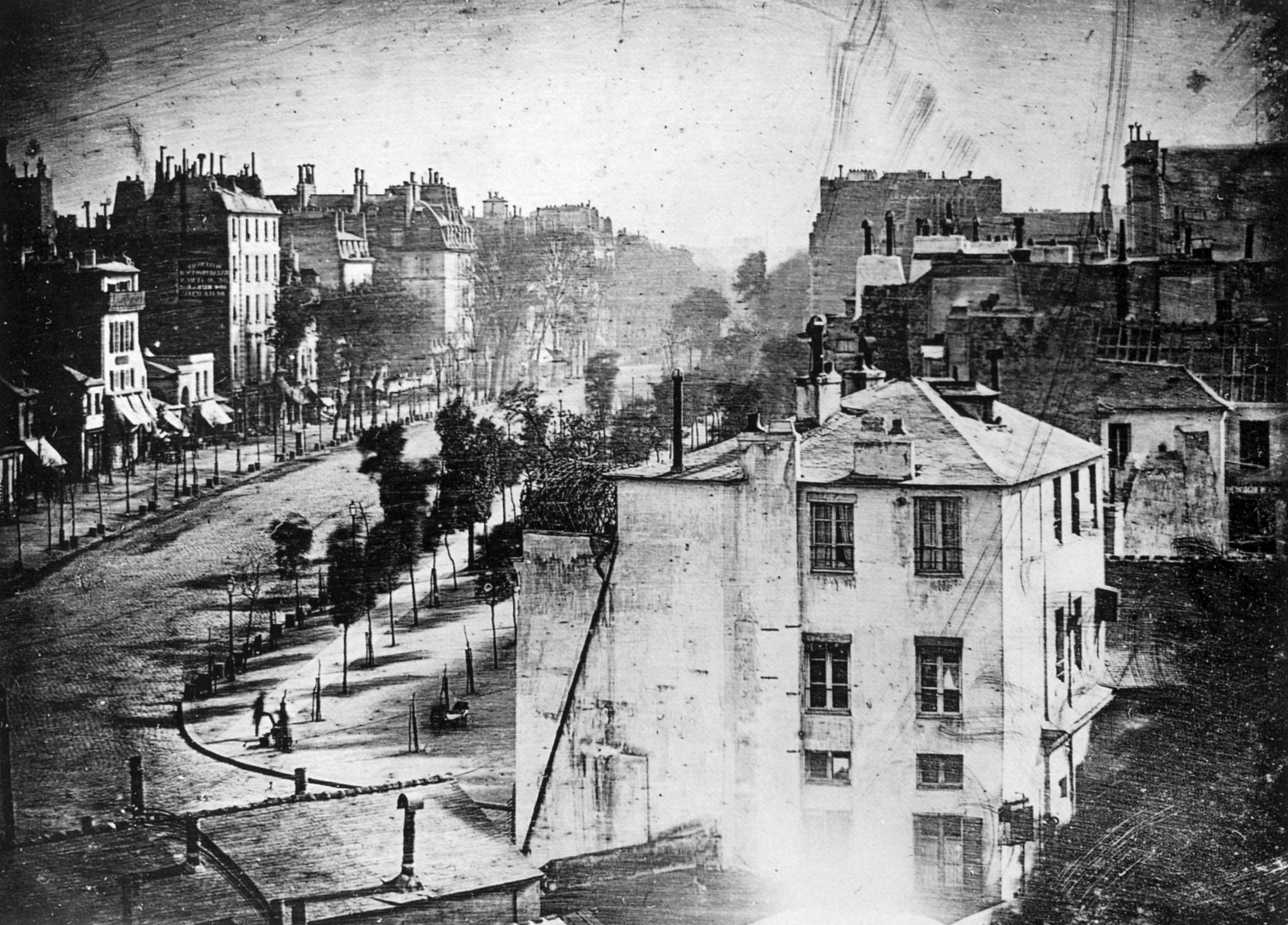
بلوار د تمپل یک داگرئوتیپ گرفته شده توسط لویی داگر در سال ۱۸۳۸

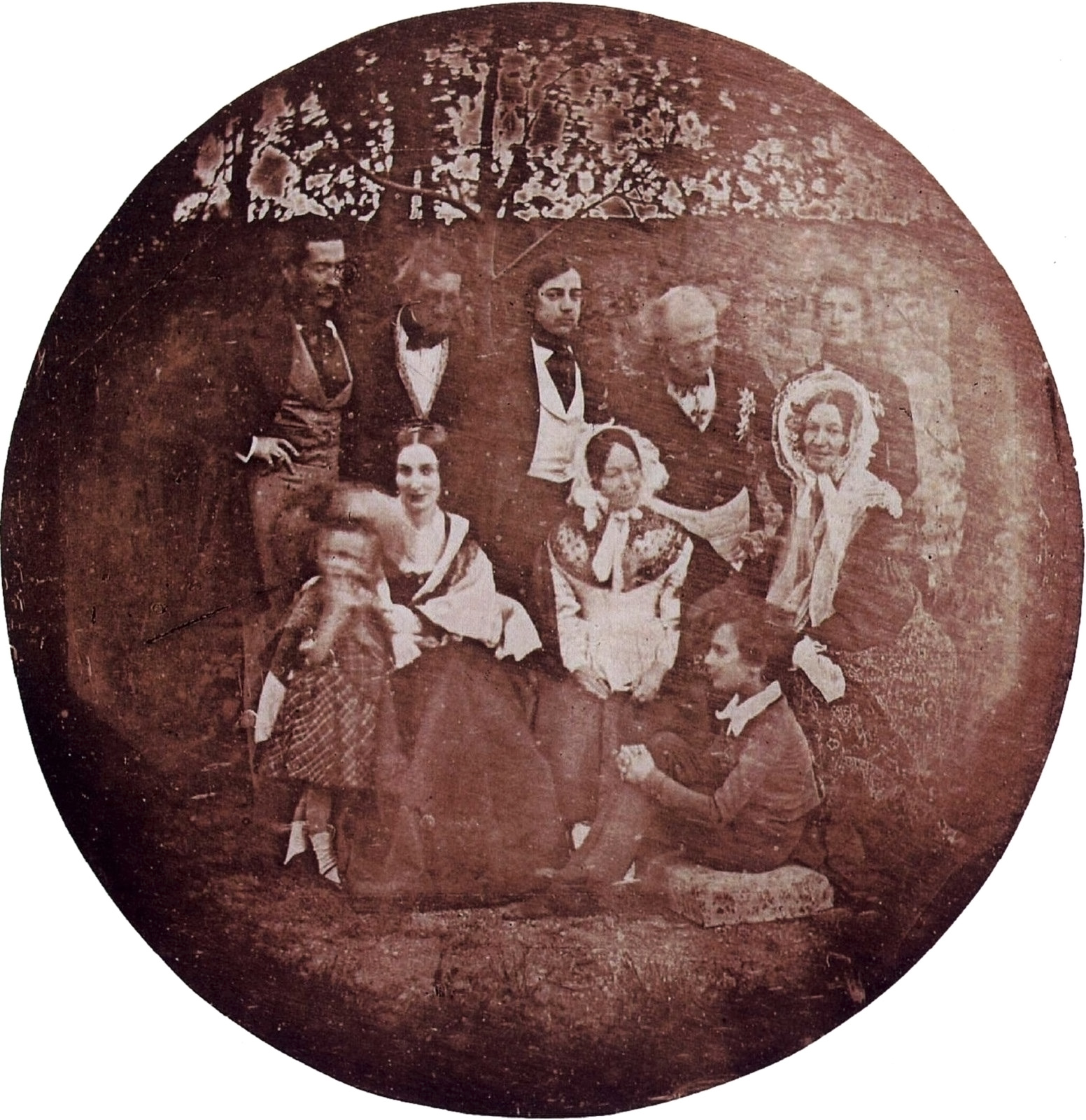
کنت کارل چوتک با خانواده‌اش، ۳ یا ۴ نوامبر ۱۸۳۹. احتمالاً توسط کارل آگوست فون اشتاینهایل.

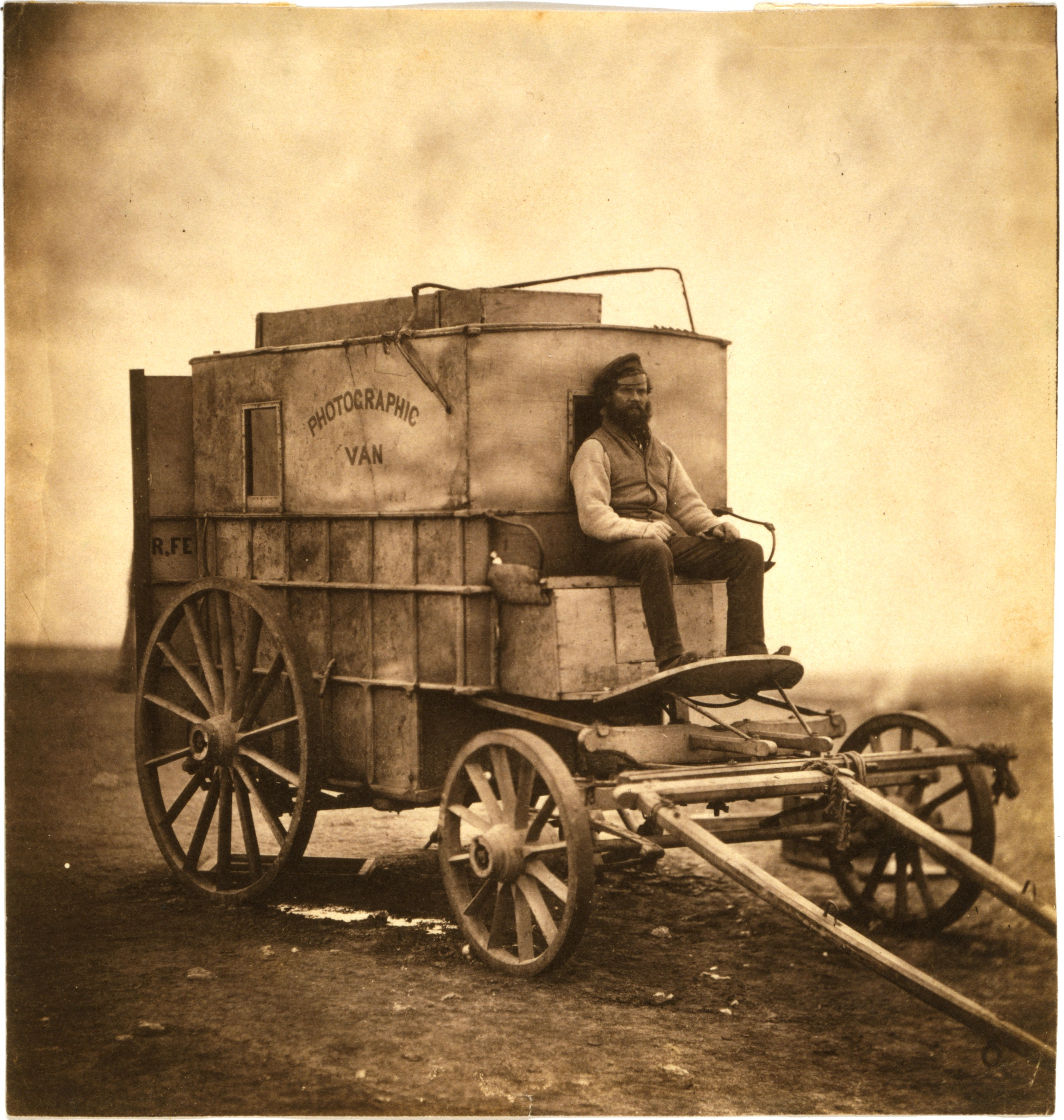
دستیار راجر فنتون در ون عکاسی فنتون نشسته، کریمه، ۱۸۵۵

رابطهٔ عکاسی و هنر از آغاز با دشواری‌هایی درآمیخته بوده‌است. نقاشان همواره عکس را چیزی در حد یک پیش طرح مقدماتی، منبع پیش پا افتادهٔ اندیشه‌ها یا ثبت مضامینی دانسته‌اند که تدریجاً تکمیل شود و به صورت یک اثر کامل درمی‌آید.

### بنیان‌گذاران عکاسی
در سال ۱۷۵۷ یکی از مهم‌ترین عوامل قطعی برای پیشرفت در عکاسی فراهم شد و آن این بود که بکاری تأثیر نور را روی یک طبقه نقره کلرید کشف نمود و سپس در سال ۱۸۰۲ شوسیه تأثیر هیپوسولفیت دوسود را روی املاح نقره کشف کرد. بعدها در سال ۱۸۲۲ مخترعی فرانسوی به نام ژوزف نیسفور نیپس (۱۷۶۵–۱۸۳۳) در ۵۷ سالگی توانست نخستین تصویر تثبیت شدهٔ دائمی را تولید کند. نخستین کار بر جای مانده از او به ۴ سال بعد از این تاریخ مربوط می‌شود. نیپس بعدها با یک عکاس جوان‌تر به نام لوئی ژاک ماندداگر (۱۷۸۹–۱۸۵۱) که طراح دوربین عکاسی پیشرفته تری بود به همکاری پرداخت.
پس از ۱۰ سال دیگر که صرف تحقیقات شیمیایی و مکانیکی شد دستگاه داگرئوتیپ ساخته شد. این دستگاه که تصویر مثبت تولید می‌کرد در سال ۱۸۳۹ به نمایش گذاشته شد و بدین ترتیب عصر عکاسی آغاز گردید. اعلام این خبر نیز ویلیام فاکس تالبوت (۱۸۰۰–۱۸۷۷) انگلیسی را ترغیب کرد تا روش عکاسی خود را تکمیل نماید. در روش او نیز از یک نگاتیو کاغذی استفاده می‌شد که امکان تهیهٔ تصویر مثبت از آن وجود داشت و مراحل تکمیل آن از سال ۱۸۳۳ مستقلاً توسط تالبوت آغاز گردیده بود. اگر پرسیده شود عکاسان اولیه با چه انگیزه‌ای فعالیت می‌کردند می‌توان در پاسخ به این سؤال چنین گفت که آنان در جستجوی یک محمل هنری بودند نه در اندیشهٔ دست یافتن به ابزار یا دستگاهی مفید. با آن که نیپس بیشتر یک شیمیدان تجربی بود تا یک نقاش دستاوردش قدمی فراتر از تلاش‌های او در جهت اصلاح روش لیتوگرافی به‌شمار می‌رفت.
داگر خود نقاشی ماهر بود که احتمالاً برای عمیق‌تر کردن پرسپکتیو دیوراماهای نقاشی شدهٔ عظیم خویش که در دهه‌های سوم و چهارم قرن ۱۹ در پاریس رواج داشت به دوربین عکاسی روی آورد. فاکس تالبت پس از آنکه در جریان تعطیلاتش از یک اتاق تاریک عکاسی به عنوان ابزاری برای ثبت مناظر استفاده کرد. عکاسی را جانشین طراحی و وسیله‌ای برای تکثیر تصاویر پنداشت. علاقهٔ همه بنیان‌گذاران عکاسی به قدرت هنری محمل یا بازاری که کشف کرده بودند در عکس‌هایشان بازتاب یافته‌است.
نخستین عکس داگر تقلیدی است از طبیعت بی‌جان که شاردن مبتکر آن بود. قایق بادبانی اثر فاکس تالبت به نقاشی‌های دریایی نقاشان انگلیسی همان دوره شباهت دارد.
اینکه احساس می‌شد این ابزار جدید باید دارای جنبه‌های مکانیکی باشد مخصوصاً به جا بود چنین به نظر می‌رسید که گویا انقلاب صنعتی پس از دگرگون‌سازی‌های نهایی شیوهٔ زندگی در تمدن بشر مجبور شده بود ابزار خاص خویش را برای ثبت این دگرگونی اختراع کند. هر چه گذرایی زندگی‌نوین از طریق متوقف ساختن حرکت تا دههٔ ۱۰، قرن ۱۹ صید و ثبت نشده بود.
عکاسی دست‌خوش یک رشته اصلاحات سریع مانند اختراع عدسی‌های بهتر، نگاتیوهای شیشه‌ای و روش‌های جدید شیمیایی شد که به تولید امولسیون‌های حساس تر و تصاویر پایدارتر انجامید. از آنجا که بسیاری از محدودیت‌های اولیهٔ عکاسی در اواسط آن قرن از میان برداشته شد بازگویی تاریخ اولیهٔ این ابزار به صورت پیشرفت‌های فنی (هر چند مهم) در اینجا گمراه‌کننده خواهد بود.
باید به خاطر داشت که مبانی مکانیکی و شیمیایی عکاسی نیز از مدت‌ها پیش روشن و شناخته شده بود. سابقهٔ تاریخی اتاق تاریک یا جعبه‌ای که سوراخی کوچک در یک طرفش ایجاد می‌شد به روزگار قدیم بازمی‌گردد. در قرن ۱۶ همه جا از این ابزار برای نمایش تصاویر استفاده می‌شد. در دورهٔ باروک یا عصر پیشرفت‌های بزرگ در علوم بصری تا رسیدن به فیزیک نیوتنی دوربین عکاسی به یک آیینه و سپس یک عدسی مجهز شد. در دههٔ سوم قرن ۱۸ دوربین نقش ابزاری کمکی در طراحی صحنه‌های معماری را پیدا کرده بود و در همان سال‌ها حساس بودن املاح نقره در برابر نور کشف شد.
عکاسی نه در تاریخ تکنولوژی اجتناب ناپذیر بود نه برای تاریخ هنر ضرورت داشت با این حال اندیشه‌هایی بود که زمان شکستنش فرارسیده بود اگر لحظه‌ای بکوشیم که در تصویر آوریم که عکاسی یک قرن زودتر اختراع شده‌است فقط به دلایل هنری و صرف نظر از دلایل تکنولوژیکی متوجه خواهیم شد که چنین چیزی غیرممکن است.
قرن ۱۸ بیش از آن در خیال پردازی غرق شده بود که بتواند علاقه‌ای به دقت موشکافانهٔ عکاسی داشته باشد؛ مثلاً چهره‌پردازی روکوکو بیشتر به ساختن چهره‌ای متملق توجه داشت تا عکاسی دقیق و ثبت صریح جزئیات توسط دوربین عکاسی نمی‌توانست محلی از اعراب پیدا کند. حتی در نقاشی معماران هنرمند عمداً در بازنمایی حقیقت جغرافیایی یا مکانی راه افراط می‌پیمود.
اختراع عکاسی پاسخی به کشش‌های هنری و نیروهای تاریخی تشکیل دهندهٔ شالودهٔ رمانیستیم بود. بخش بزرگی از انگیزهٔ مخترعان زاییدهٔ تلاش برای رسیدن به عنصر حقیقی و عنصر طبیعی بوده‌است.
اشتیاق به تصاویر ساخت طبیعت را از یک طرف می‌توان در ترکیب بندی‌های لکه مرکبی الگزاندر کوزنس (طبیعی به این دلیل که تصادفاً ساخته می‌شدند) و از طرف دیگر در علاقهٔ همگانی رایج به چهره‌های سیلوئت (که خطوط کناری آن را از سایهٔ نیمرخ مدل می‌کشیدند) در اواخر قرن ۱۸ جستجو کرد که خود به تلاش برای ثبت این گونه سایه‌ها بر سطح مواد حساس به نور انجامید. واقع گرایی تند داوید در پردهٔ مرگ‌ها را آرمان حقیقت صریح را اعلام کرده بود.
انگر نیز در تابلوی لوئی برتن که معیارهای تجسم واقعیت فیزیکی و شخصیت را برای عکاسان پی‌ریزی کرده همان کار را انجام داده‌است.

## ریشه کلمه فتوگرافی
ابداع کلمه «فتوگرافی» معمولاً به سر جان هرشل در سال ۱۸۳۹ نسبت داده می‌شود. این کلمه بر اساس واژه‌های‌یونانی φῶς (phōs; genitive phōtos) به معنای «نور» و γραφή (graphê) به معنای «نگارش» است که از ترکیب آن دو «نگارش با نور» استخراج می‌شود.

## سوراخ‌سوزنی

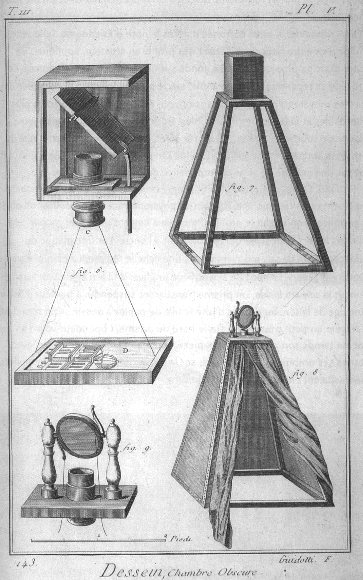
ساختار درونی دوربین سوراخ‌سوزنی

ابن هیثم تئوری دوربین سوراخ‌سوزنی را گسترش داد و در مشاهدات خورشید گرفتگی خود از وسیله‌ای به نام «جعبه تاریک» استفاده کرده بود. بسیاری او را علاوه بر پایه‌گذار عکاسی، نخستین دانشمندی می‌دانند که فیزیک را به‌طور کامل به دانشی تجربی تبدیل کرد. او که مخترع ذره‌بین است، برای نخستین‌بار از دوربین سوراخ سوزنی و دوربین تاریکخانه‌ای در آزمایش‌هایش جهت بررسی خواص نور استفاده کرد.
آلبرتوس ماگنوس در قرن سیزدهم میلادی نیترات نقره و ژرژ فابریسیوس نقره کلرید را کشف کرد. و دانیل باربارو در سال ۱۵۶۸ میلادی نحوهٔ عملکرد دیافراگم و کارکرد عدسی در دوربین تاریکخانه‌ای را شرح داد. ویلهلم هومبرگ در سال ۱۶۹۴ میلادی توضیح داد که نور چگونه برخی از مواد شیمیایی را تاریک می‌کند و در سال ۱۸۰۲ میلادی توماس وجوود انگلیسی توانست بر روی سطح‌های حساس شده با نیترات نقره تصویر شفافی به دست آورد.

## اتاق تاریک

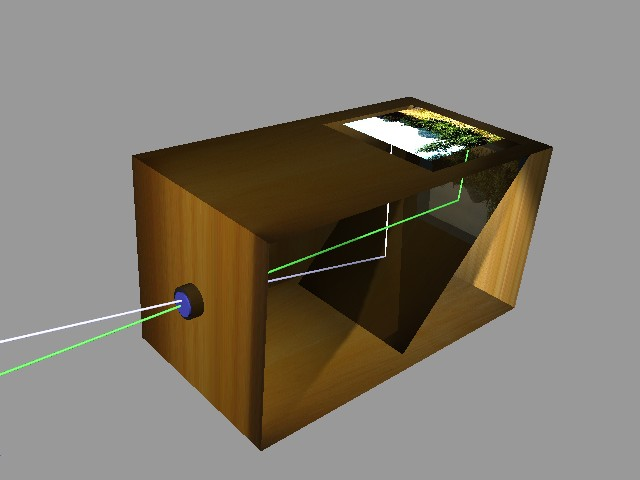
نحوهٔ کارکرد دوربین تاریکخانه‌ای و اتاق‌تاریک

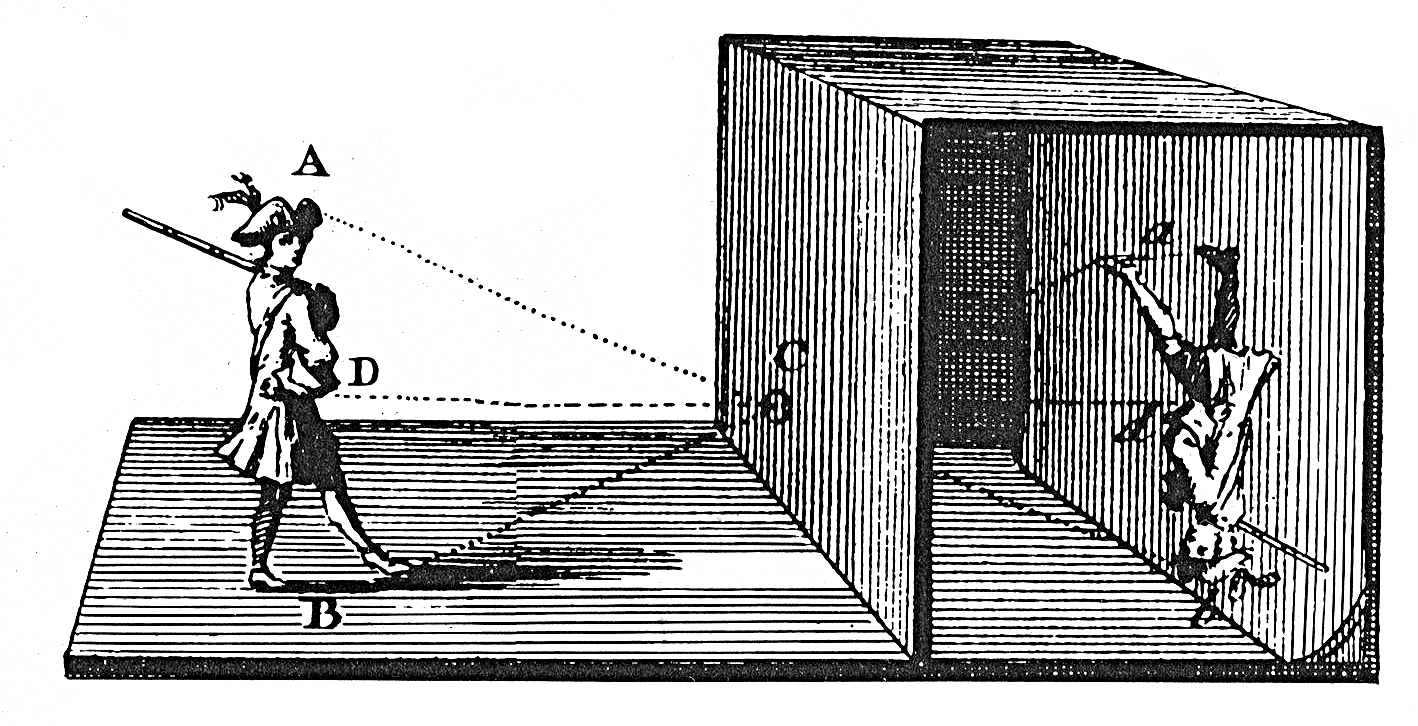
اتاق تاریک ناقص

اتاق تاریک منجر به تکامل عکاسی و پیدایش دوربین عکاسی شد. اتاق تاریک عبارت از اتاقی بدون پنجره‌است که به جز روزنه‌ای که بر یکی از دیوارهای اتاق تعبیه شده، هیچ نوری به آن وارد نمی‌شود. تصاویر یا چشم‌اندازهای روبه‌روی روزنه به صورت وارونه بر دیوار روبرویش بازتاب می‌یابد که قابل دیدن است. بعضی از نگارگران از تصاویر بازتاب یافته به عنوان الگوی نقاشی استفاده می‌کردند. بعدها همین اتاق تاریک در ابعاد کوچک‌تر تبدیل شد به دوربین عکاسی، یعنی در برابر روزنه‌ای که وجود داشت ماده حساس به نور قرار می‌دادند تا تصاویر بازتابش یافته، ثبت و ضبط شوند.
نخستین تصویر لیتوگرافی نوری در سال ۱۸۲۲ میلادی توسط مخترع فرانسوی، ژوزف نیسه فور نیپس تولید شد اما در هنگام رونوشت‌برداری از بین رفت. اما نیپس در سال ۱۸۲۶ دوباره توانست عکسی دائمی از طبیعت به نام اصطبل و کبوترخانه را خلق کند. ولی زمان نوردهی این عکس هشت ساعت بود که زمان بسیار درازی است، و مشکل دیگر هم این بود که تصویر نگاتیو بود یعنی هرچه سفید بود را سیاه هرچه سیاه بود را سفید نشان می‌داد. به همین دلیل او به دنبال یافتن فرایند بهتری بود و با همکاری لوئی داگر، آزمایش‌هایی را بر ترکیبات نقره براساس یافته‌های یوهان هاینریش شولتز در سال ۱۸۱۶ میلادی انجام دادند؛ در آن سال شولتز مشاهده کرد که مخلوطی از نیترات نقره و آهک در مقابل نور، تیره می‌شوند.

## داگرئوتیپ

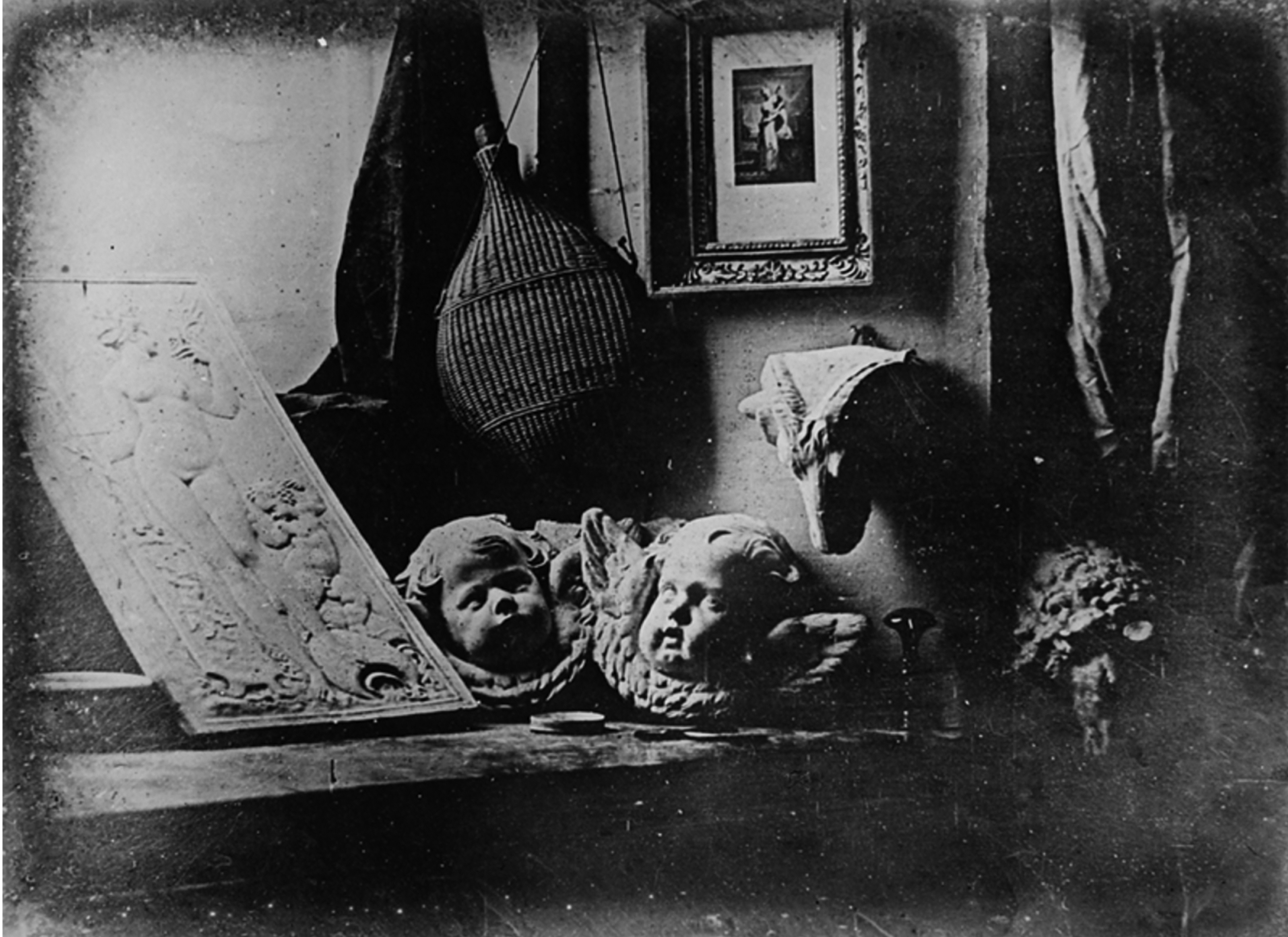
یک عکس داگرئوتیپ که توسط لوئی داگر در سال ۱۸۳۷ عکسبرداری شده

نیپس در سال ۱۸۳۳ درگذشت؛ ولی داگر در سال ۱۸۳۷ توانست روش داگرئوتیپ را اختراع کند. داگرئوتیپ بدین‌گونه بود که به صفحه‌ای نقره‌ای مدتی بخار ید داده تا نسبت به نور حساس شود، سپس آن را درون یک دوربین جعبه‌ای گذاشته و با برداشتن عدسی حدود ۱۵ تا ۳۰ دقیقه نور از شی موردنظر به صفحهٔ نقره ای تابانده می‌شد. برای ظهور تصویر، صفحه را در محلول جیوه با حرارت ۶۵ درجه قرار می‌داد تا با چسبیدن ذرات نقره و جیوه، عکس به وجود آید؛ سپس صفحه را در آب سرد فرومی‌برد تا سطح آن پایدار گردد، در نهایت صفحه را در آب‌نمک (سدیم کلرید) قرار می‌داد و تصویر ظاهر می‌شد. یکی از مشکلات روش داگرئوتیپ این بود که فقط می‌شد یک نسخهٔ پوزیتیو یا مثبت (عکس دائمی) از سوژه ثبت کرد.

## کالوتایپ

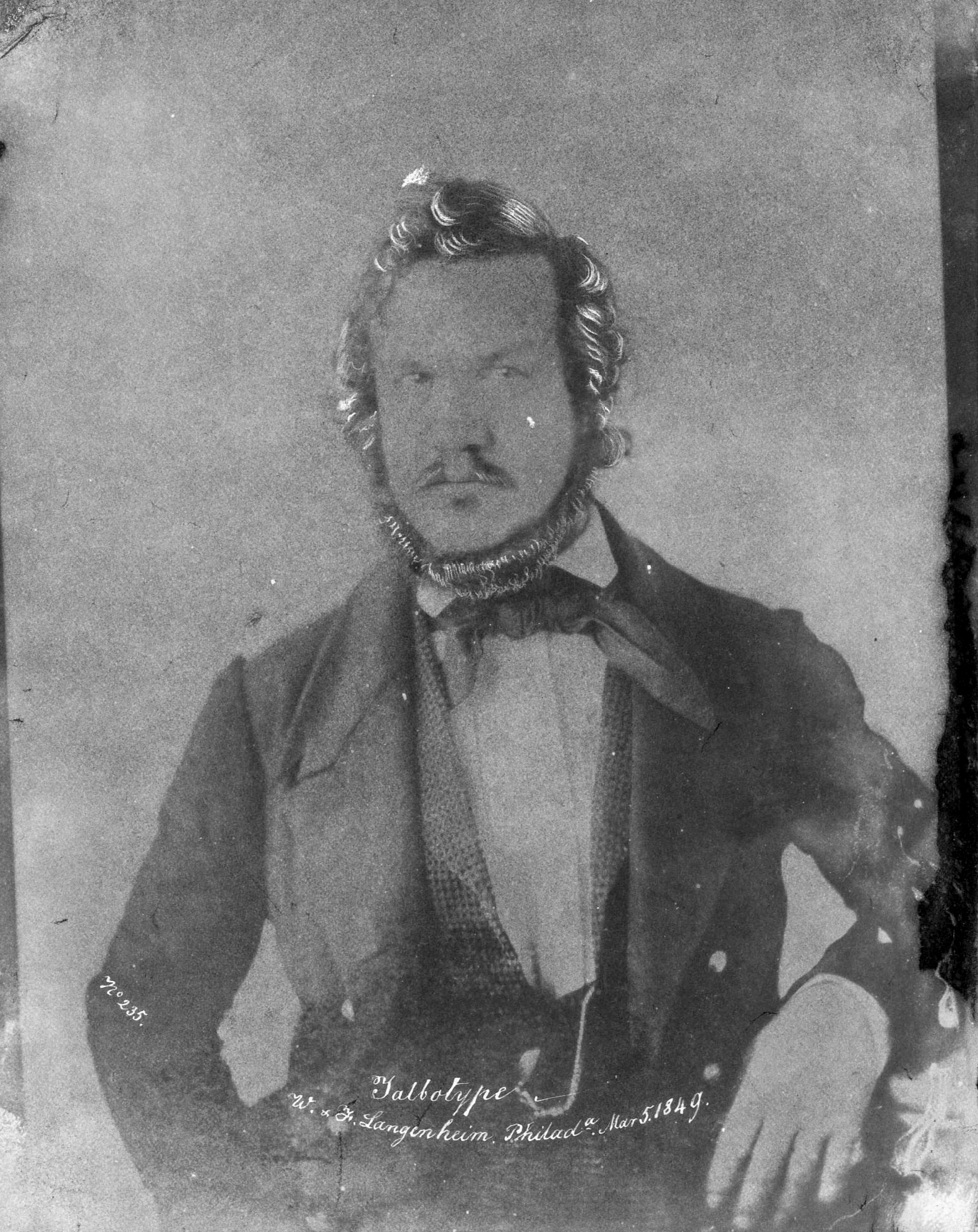
این عکس در سال ۱۸۴۹ به روش کالوتایپ برداشته شده

در سال ۱۸۳۵ میلادی، چند ماه پس از اینکه نتیجهٔ آزمایش‌های داگر اعلام شد، شیمی‌دان انگلیسی، هنری فاکس تالبوت گزارشی از روند عکاسی خود که آن را «طراحی نوری» نامیده بود منتشر کرد؛ تالبوت این روش را در سال ۱۸۳۵ ابداع کرده بود اما آن را مخفی نگه داشت و روش خود را کامل و در سال ۱۸۴۰ با عنوان کالوتایپ معرفی کرد.
در این روش، به‌جای استفاده از صفحات فلزی، از کاغذ حساس‌شده به نیترات نقره با ترکیبی از سدیم کلرید و اسید گالیک استفاده کرد. کاغذ حساس‌شده به مدت دو دقیقه نوردهی می‌شد و پس از آن یک تصویر پنهان به وجود می‌آمد که آن را با استفاده از پتاسیم یدید و سدیم سولفات به صورت نگاتیو (منفی) در اندازه‌های کوچکتر ثبت می‌کرد. سپس با استفاده از آن می‌شد نسخه‌های دائمی فراوانی در اندازه‌های مختلف تهیه کرد؛ تا پیش از این عکاسان مجبور بودند صفحهٔ حساس را به اندازهٔ شی موردنظر بسازند و امکان تغییر در اندازه وجود نداشت. تا سال ۱۸۶۰ روش داگرئوتایپ به کلی منسوخ شد و عکاسی مبتنی بر نسخه‌های نگاتیو و پوزیتیو جایگزین آن شد.

## عکاسی رنگی اولیه

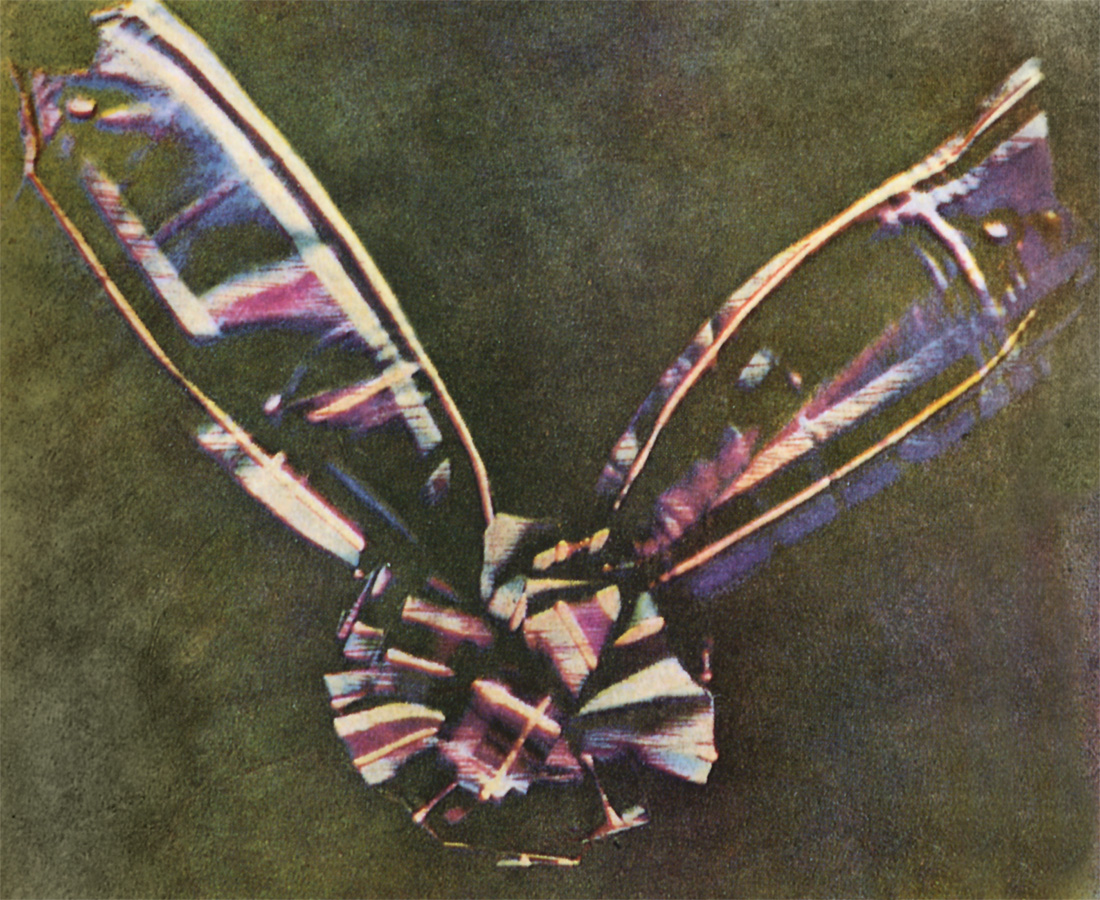
نخستین عکس رنگی از یک روبان که در سال ۱۸۶۱ توسط جیمز کلرک ماکسول عکسبرداری شده

در سال ۱۸۳۹ شیمیدان و ستاره‌شناس انگلیسی، جان هرشل با استفاده از سدیم تیو سولفات روشی را برای تهیهٔ نسخهٔ نگاتیو روی شیشه ابداع کرد که به‌مرور جایگزین نگاتیوهای کاغذی شد.
تئوری عکس رنگی سه‌رنگ، توسط جیمز کلرک ماکسول فیزیک‌دان انگلیسی در سال ۱۸۵۵ پیشنهاد شده بود. برپایهٔ نظریهٔ او، نور مرئی از سه رنگ اساسی قرمز، زرد و آبی، تشکیل شده‌است. پس فیلمی از سه لایه ساخت که هر لایهٔ آن نسبت به یکی از سه رنگ‌های اولیه حساس بود و توانست نخستین عکس‌رنگی را در سال ۱۸۶۱ به ثبت برساند.
بالاخره در سال ۱۸۷۴، یک شرکت انگلیسی نخستین شیشه‌های خشک عکاسی را به بازار عرضه کرد و عکاسی جنبهٔ عملی به خود گرفت. اما حمل و نقل مقدار زیادی شیشه، از لحاظ سنگینی و شکنندگی، یکی از مشکلات پیش روی بود تا اینکه در سال ۱۸۷۱ ریچارد مادوکس، فیزیک‌دان و عکاس انگلیسی با ابداع فیلم عکاسی ژلاتینی، زمان عکسبرداری را کوتاه کرد و جابه‌جایی فیلم‌های عکاسی را راحت نمود که نقطهٔ عطفی در تاریخ عکاسی محسوب می‌شود.
جورج ایستمن آمریکایی در سال ۱۸۸۴ فیلم رول را که فیلمی از جنس پلاستیک آغشته به امولسیون ژلاتینی است را ابداع کرد و با ساخت دوربین جعبه‌ای در سال ۱۸۸، عکاسی را برای مردم عادی مقرون به صرفه نمود و تحول مهمی در عکاسی ایجاد کرد؛ شعار تبلیغاتی کمپانی کداک برای دوربین‌هایش چنین بود که «شما دکمه را فشار دهید، بقیه‌اش را ما انجام می‌دهیم. »
تصاویر دیجیتال در دههٔ ۱۹۶۰ و در جریان پیاده‌کردن انسان در ماه، تکامل پیدا کرد. دستگاه‌های گیرندهٔ امواج آنالوگ، اطلاعاتی که در مورد عکس از فضا ارسال می‌شد را بسیار دشوار دریافت می‌کردند. با دیجیتالیزه سیگنال‌ها و تقویت آن‌ها، پارازیت‌ها حذف می‌شدند و تصاویر واضح به‌دست می‌آمد.

## آزمایش کلودیون

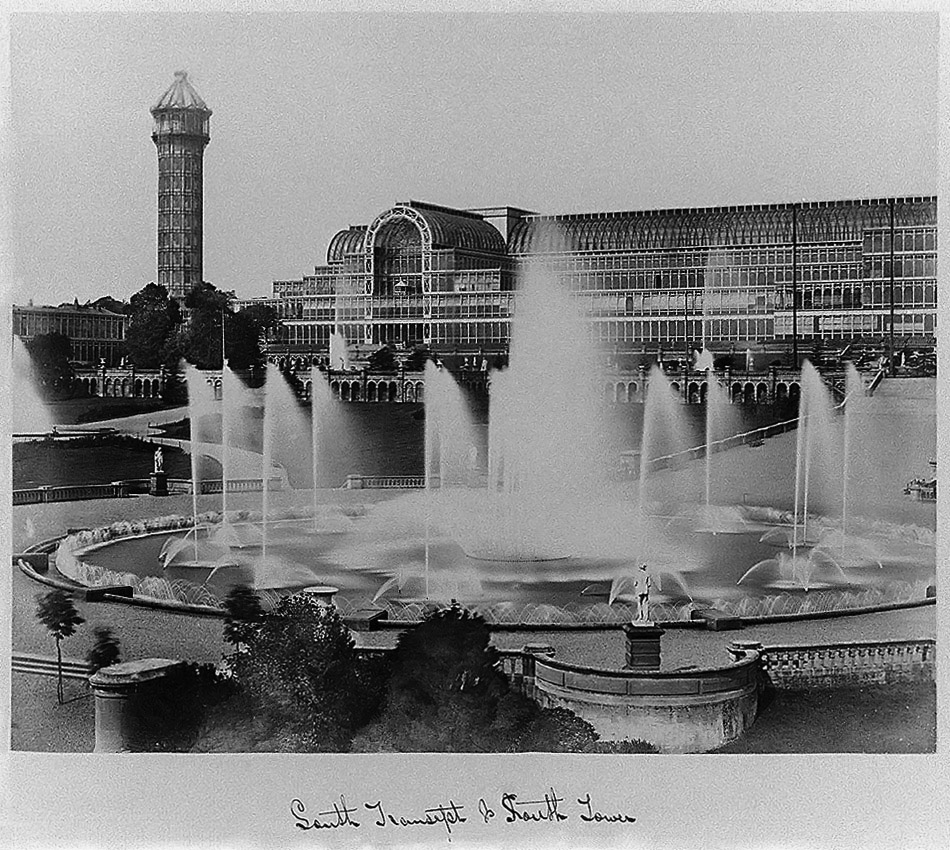
عکاسی کالوتایپ، کریستال پالاس در سال ۱۸۵۴

با کشف فردریک آرچر، به نام «کلودیون» گام بزرگی در صنعت عکاسی برداشته شد. آرچر یدور پتاسیم را در کلودیون حل کرده سپس با این مخلوط سطح یک شیشه پاک را می‌پوشانید و بلافاصله شیشه را در محلول نیترات نقره حساس می‌کرد. پس از عکسبرداری در موقعی که شیشه هنوز خیس بود، فوراً آن را در محلول پیروگالول و نیترات نقره ظاهر و با محلول هیپوسولفیت سدیم ثابت می‌نمود.
نگاتیوهایی که بدین طریق به دست می‌آمد روی کاغذ آلبومین پوش چاپ می‌شد و سپس عکس به وسیله طلا به رنگ قهوه‌ای قشنگی درمی‌آمد.
«لگری» و «راسل» طریقه‌ای یافتند که مانع زوال حساسیت کلودیون در اثر خشکی می‌شد. با این عمل عکاسی یک قدم دیگر به سوی تکامل برداشت.
در سال ۱۸۷۱ «مداکس» و چند دانشمند دیگر امولسیون ژلاتینو برمور را به دست آوردند و در سال ۱۸۷۴ میلادی «چارلز بنت» به وسیله گرم کردن برمور نقره در مجاورت آمونیاک حساسیت صفحات ژلاتینو برمورنقره را بالا برد.
در این زمان سرعت عکسبرداری به یک صدم ثانیه و در ۱۸۹۵ به یک هزارم ثانیه رسید. اختراع فلاشهای الکترونی به سرعت عکاسی در شب و جاهای کم نور کمک بسیاری کرد.
یک دستگاه عکاسی، در آغاز پیدایش، وزن و حجم بسیاری داشت به‌طوری‌که حمل آن مشکل بود؛ ولی امروزه دوربین‌های بسیار ظریفی ساخته شده که در جیب جا گرفته و کار با آن نیز بسیار آسان است. حساسیت امولسیون‌ها نیز در طی این مدت در برابر نور زیادتر شد. در اوایل فقط تشعشعات آبی و بنفش صفحه را متأثر می‌ساخت ولی در سال ۱۸۷۳ فوگل موفق شد که تأثیر اشعه با طول‌موج کوتاه (آبی و بنفش) را به تأخیر اندازد تا اشعه دیگر بتواند صفحه را سیاه کند. با این ابتکار رنگ سبز به صورت خاکستری درمی‌آید. این امولسیون را «اورتوکروماتیک» نامیدند. بعد نور قرمز درروی صفحات تأثیر نمود و امولسیون آن را پانکروماتیک panchromatic نام نهادند. حساسیت صفحه حساس با این طریق باز هم به حساسیت چشم آدمی نزدیکتر گردید.
قسمت اعظم بسط و رواج عکاسی آماتوری مدیون ابتکارات جرج ایستمن بود که فیلم عکاسی و شیشه را ساخت. در سال ۱۸۸۹ فیلم شفاف جانشین کاغذ شد.

## عکاسی دیجیتال

### پست‌مدرنیسم در عکاسی
عکاسی در عرصه پست مدرنیسم مضمون تصویر را همچون متن برگزیده است. با توجه به پیوند نزدیک بین کلمات و عکس‌ها در هنر ادراکی شاید بتوان گفت که چنین حرکتی اجتناب‌ناپذیر بوده باشد. لیکن پس از آنکه اهمیت تازه‌ای به علم نشانه‌شناسی داده شد و موجب بازشدن مسیرهای ثمربخش جدیدی در تحقیقات به روی هنرمند گردید عکاسی نیز در این حرکت جدید مصمم‌تر شد. 

## نگارخانه

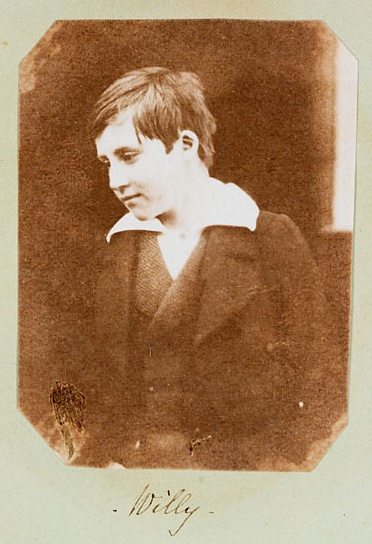
عکسی که مری دیلوین در سال ۱۸۵۳ در ولز گرفت
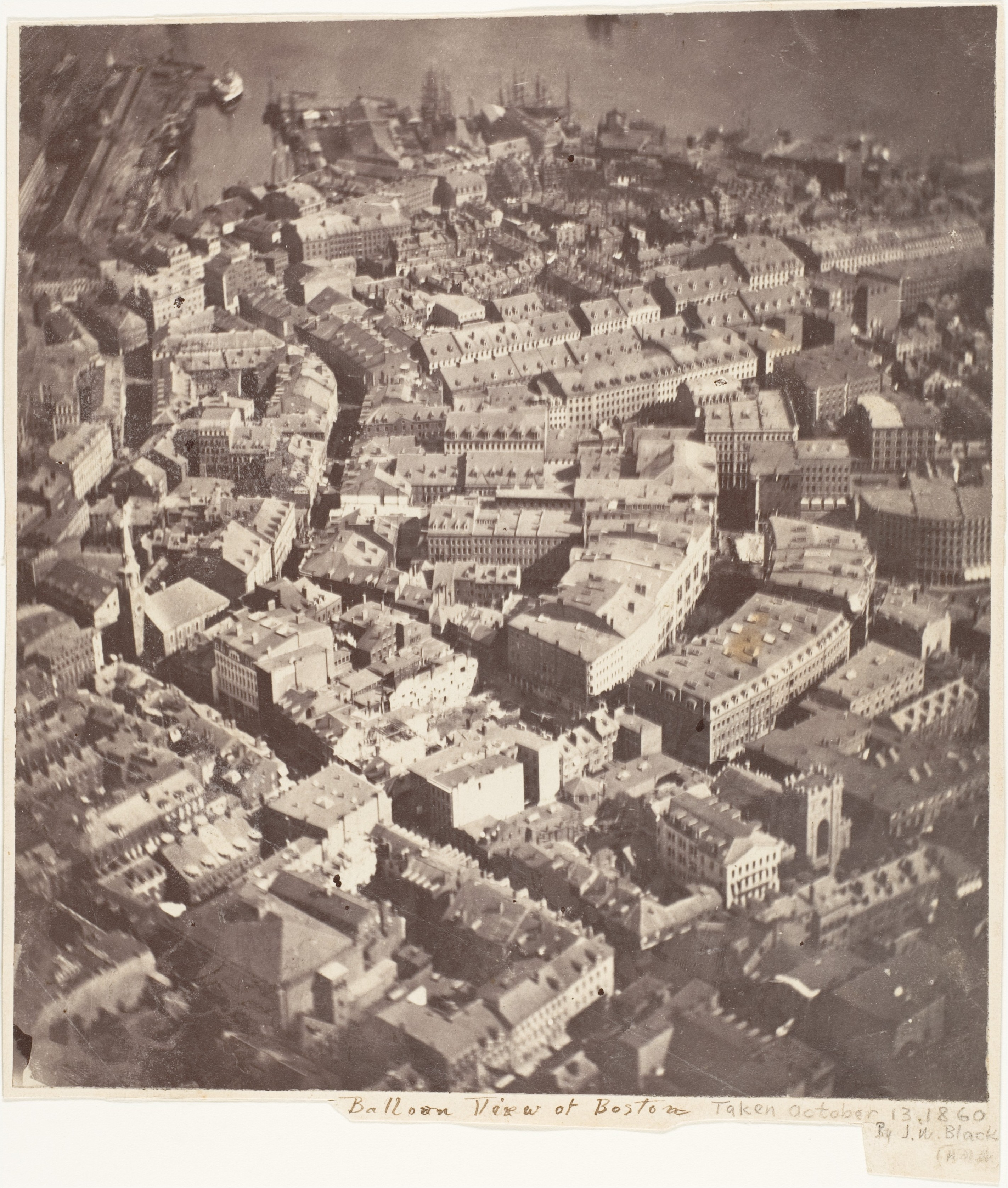
بوستون ۱۸۶۰
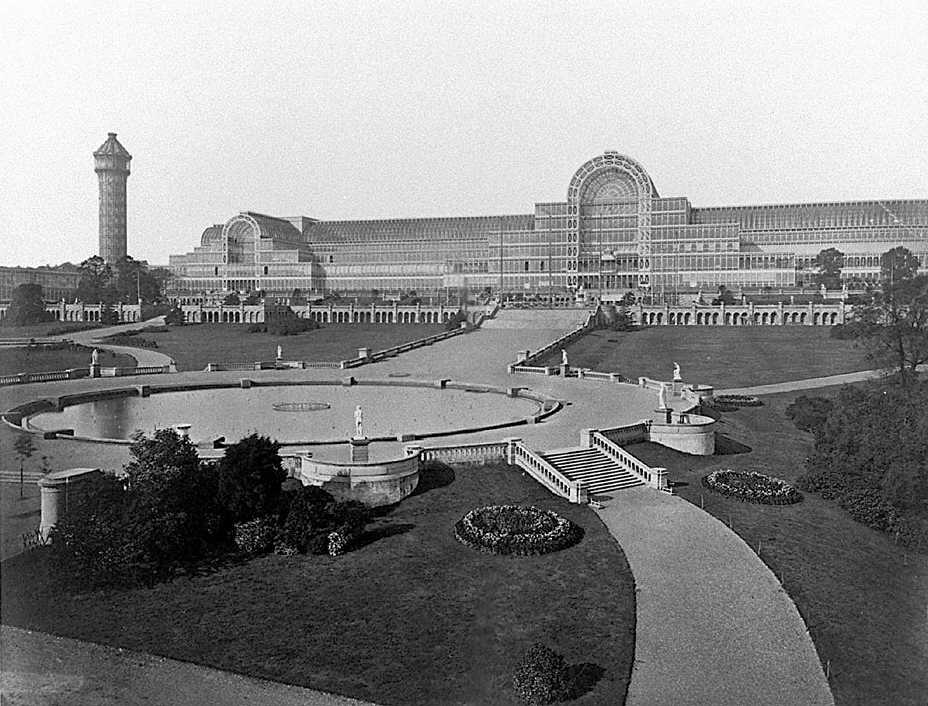
نمای کلی قصر کریستال پالاس در سیدنهام اثر فیلیپ هنری دلاموته، ۱۸۵۴
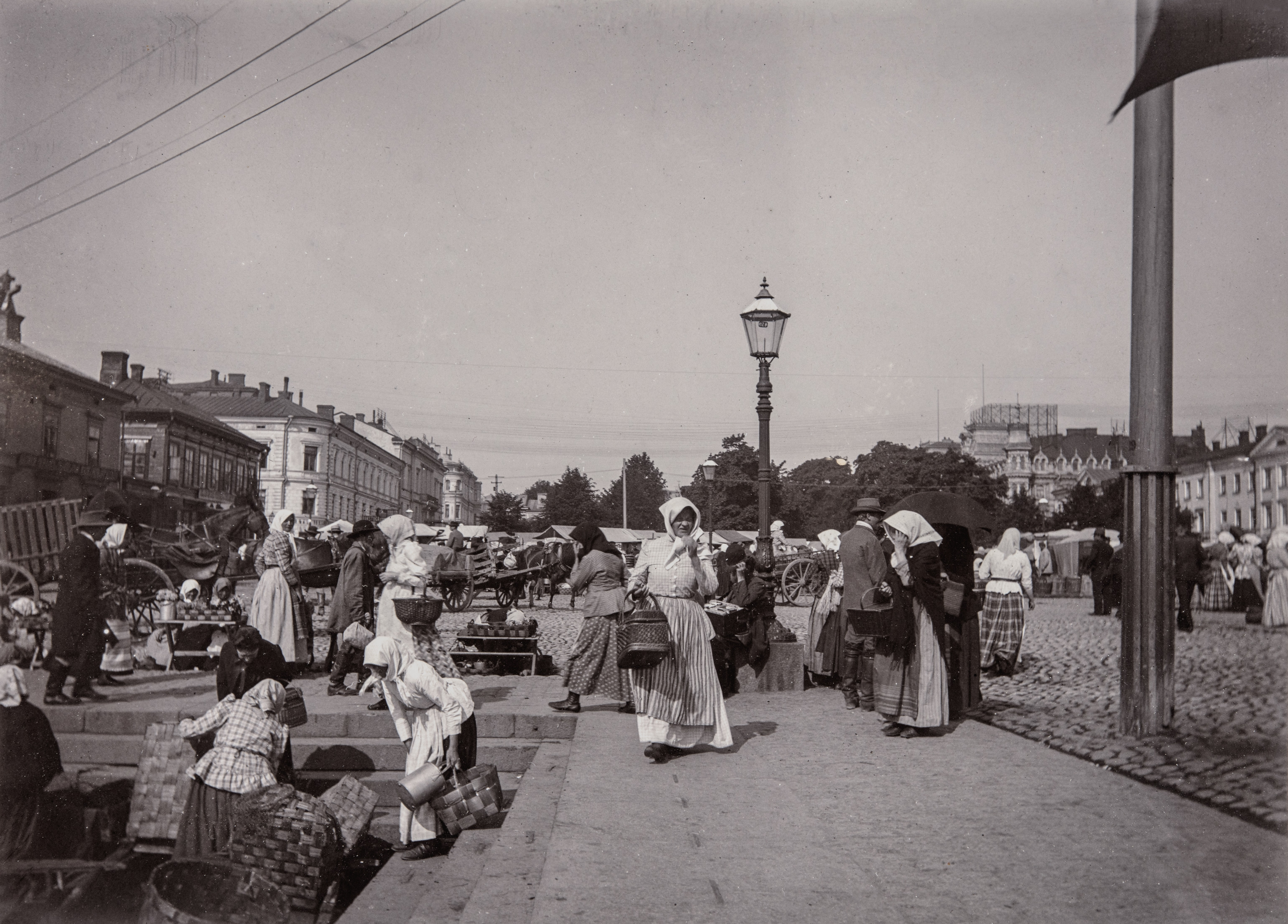
میدان بازار هلسینکی، در دهه ۱۸۹۰
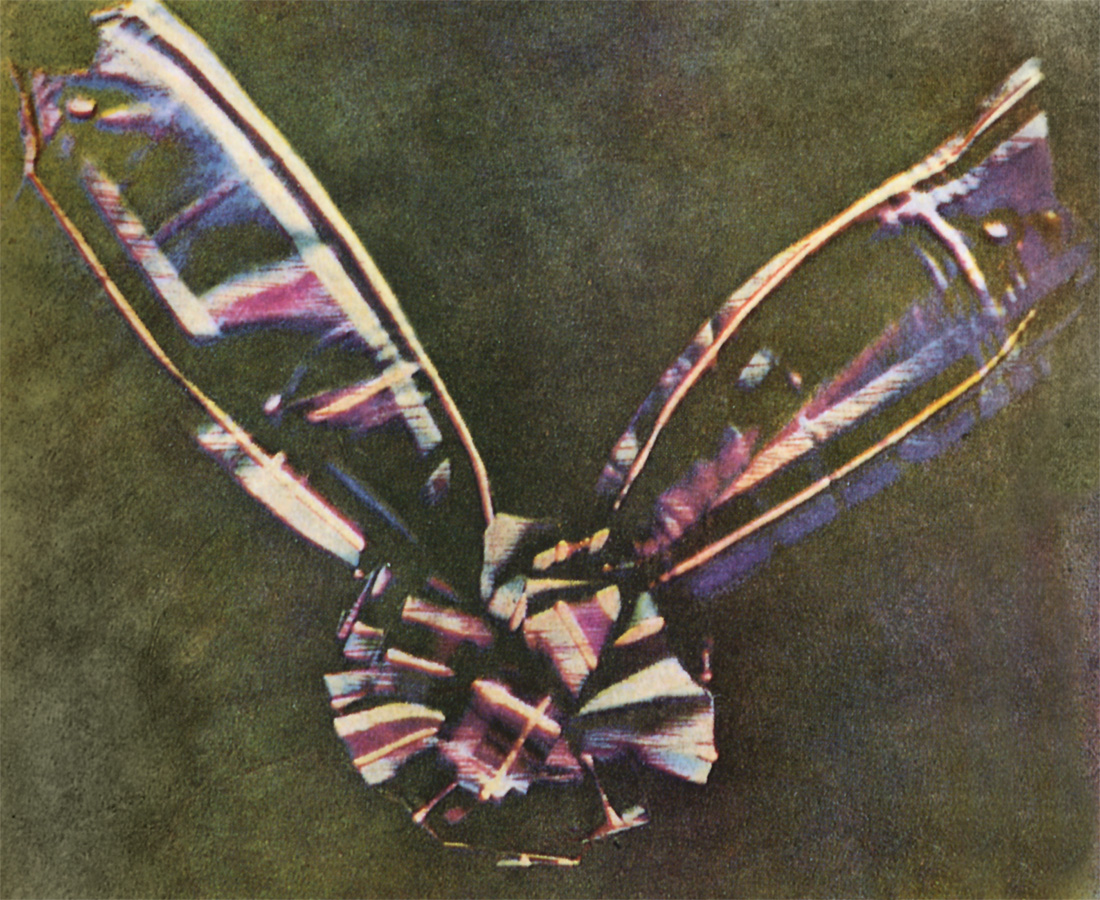
نخستین عکس رنگی بادوام که توسط توماس ساتون در سال ۱۸۶۱ گرفته شد.
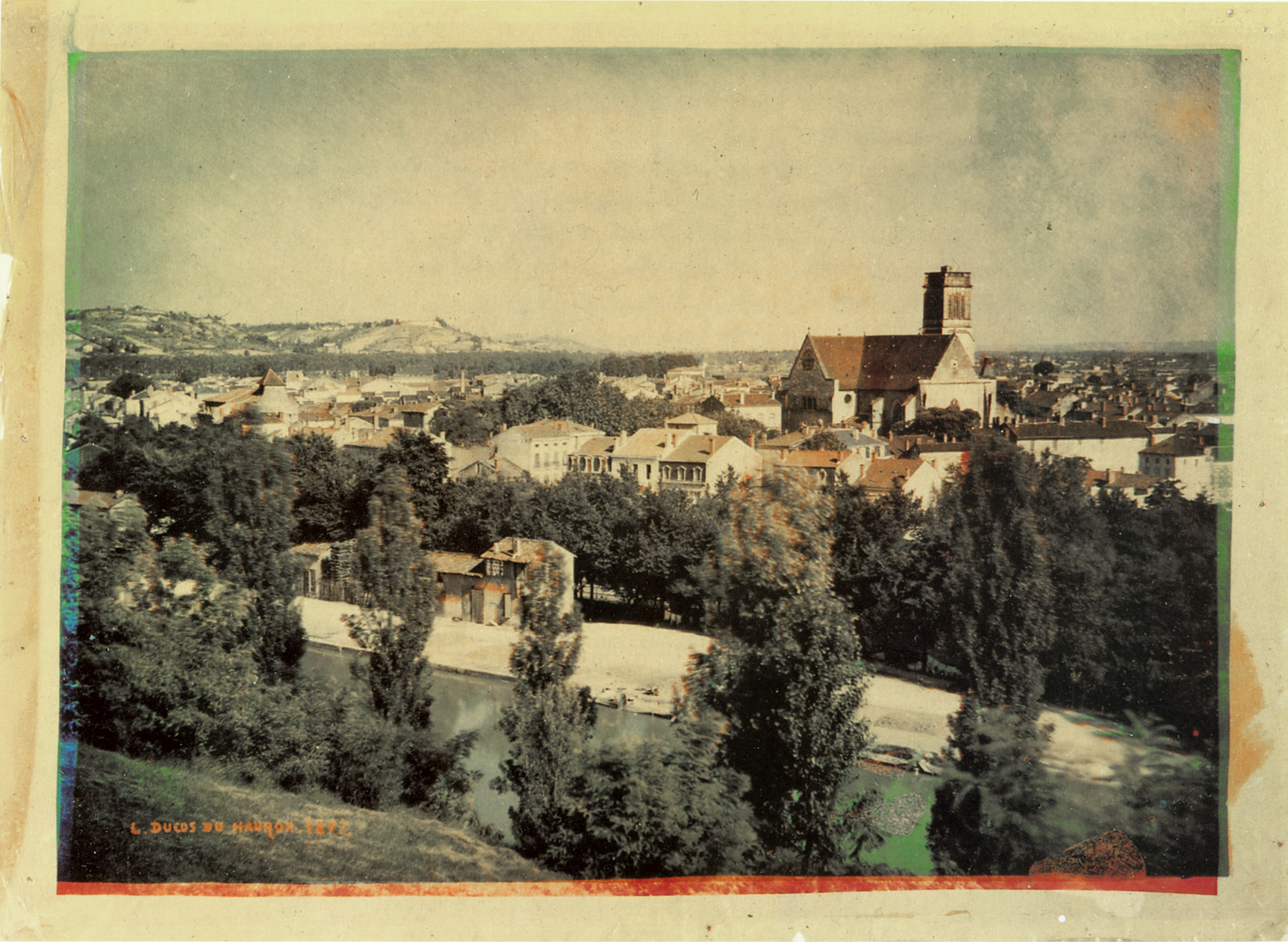
چاپ عکاس رنگی بر روی کاغذ در سال ۱۸۷۷ توسط لویی دوکوس دو هارون، پیشروترین پیشگام فرانسوی، نخستین عکاسی رنگی با رنگ کاهشی.
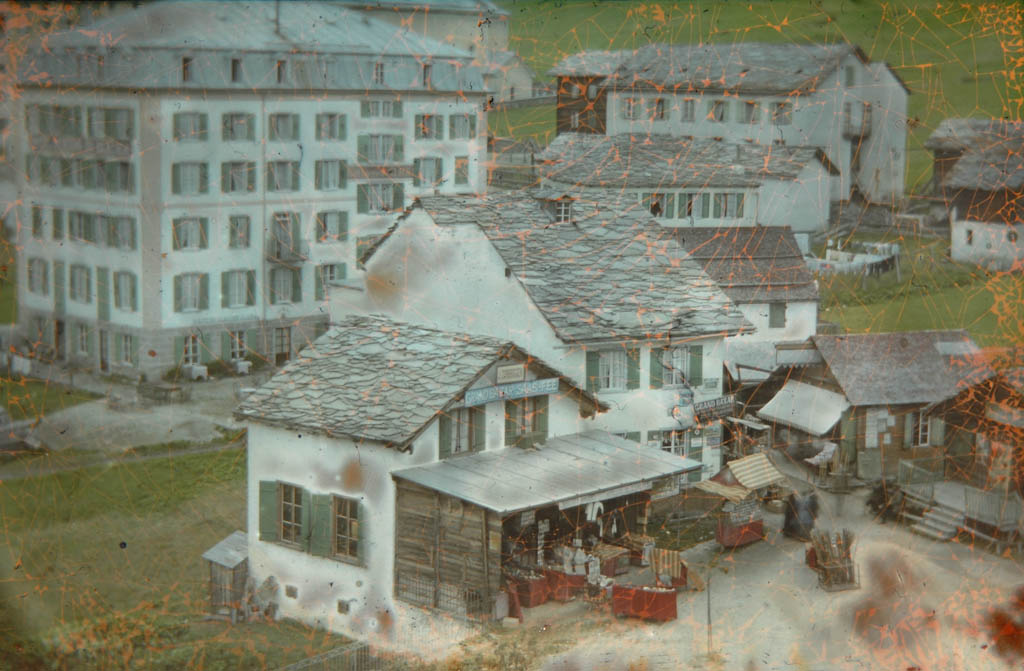
عکس رنگی ساس-فی اثر گابریل لیپمن، ۱۸۹۱-۱۸۹۹.